# Lithophane dilatocula
Lithophane dilatocula är en fjärilsart som beskrevs av Smith 1900. Lithophane dilatocula ingår i släktet Lithophane och familjen nattflyn. Inga underarter finns listade i Catalogue of Life.